# ФК „Кротоне“
„Крото́не“ – (на италиански: Football Club Crotone) е италиански футболен клуб от град Кротоне, провинция Кротоне, регион Калабрия, играещ в Серия А. Основан през 1910 г. като „S.S. Crotona“. Домакинските си мачове играе на стадион „Ецио Шида“, с капацитет 16 547 зрители.

## История
През сезон 2008/09 клубът играе в Серия С1, и се класира на трето място, което му дава право да играе през 2009/10 в по-горната Серия Б.
На 29 април 2016 г. „Кротоне“ се класира за първи път в историята си в елитната дивизия – Серия А. До този момент най-предното класиране за тима е 9-о място през сезони 2000/01 и 2005/06 в Серия Б.
Интересното е, че Кротоне, банкрутира два пъти (през 1979 и 1991 г.), и за цялата си история клубът е изиграл само 12 сезона в Серия Б. През сезон (2014/15) отборът едва не отпада в Серия С.
Държи рекорда за най-резултатна победа в италианските първенства срещу „Палмезе“ с 32:0 на 20 ноември 1994 г.

## Успехи
- Серия C1|1

1999 – 2000 (група B)
- Серия D|1

1963/64 (група F)
- Серия Б

второ място: 2015/16
- Серия C

трето място: 1976/77 (групаC)
- Серия C2

второ място: 1997/98 (група C)
- Купа на Италия Серия C

четвъртфинал: 2003/04
- Суперкупа на Серия C1

финал: 2000

## Български футболисти
- Александър Тонев: 2016/18 - (21 мача - 1 гол)
- Димитър Костадинов: 2024-  - (0 мача - 0 гола)

## Известни играчи
- Абделкадер Гезал
- Роберто Нани
- Джамаль Алиуи
- Антонио Ночерино
- Антонио Галярдо
- Анджело Огбона
- Паскуале Фоджа
- Илияс Зейтулаев
- Жан-Пиер Кипрен
- Иван Юрич
- Николас Кордова

## Известни треньори
- Антонио Кабрини: 2001 – 2002
- Антонело Кукуреду: 1999 – 2000, 2000 – 2001
- Пиетро Пазинати: 1961 – 1962
- Иван Юрич: 2015 – 2016